# Victor Fumat
 (mars 2017).
Pour l’article homonyme, voir Julien Fumat.
Victor Adrien Fumat, né à Cornas (Ardèche) le 18 mars 1842 et mort le 22 septembre 1907 à Oignies, est un ingénieur français, inventeur d'un modèle de lampe de mineur, modèle à sûreté dit « lampe Fumat ».

## Biographie
En 1861, il entre à l'école des Mines de Saint-Étienne, et obtient son diplôme en 1863.
Il est d'abord embauché aux mines de fer de Villebois (Ain), puis à la Compagnie des mines de La Grand-Combe (Gard) de 1864 à 1897.
Durant la guerre franco-allemande de 1870, il est nommé capitaine dans les gardes mobiles. En 1872, il est élu premier adjoint de la ville, pose qu'il occupe jusqu'à son départ en 1897.
Il gravit tous les échelons de la hiérarchie de la mine de la Grand'-Combe : ingénieur, chef de l'exploitation dès 1864 auprès du directeur Émile Graffin. S'opposant au licenciement brutal de 500 mineurs en 1897, il est révoqué, et la grève se solde par le renvoi de 1 500 ouvriers malgré le soutien que Jean Jaurès leur apporte publiquement à la chambre des députés.
Il travaille ensuite comme ingénieur en chef à Ostricourt (Nord-Pas-de-Calais) de 1898 à sa mort. Il est élu conseiller municipal d'Oignies en 1902. Il est l'un des organisateurs du sauvetage des mineurs victimes de la catastrophe de Courrières.
Il est l'inventeur d'un modèle de lampe de sûreté contre les coups de grisou qui porte son nom. En service jusqu'en 1937, elle sert de bases à cinq modèles différents.
Victor Fumat a aussi beaucoup innové dans l'art des mines, notamment en faveur du remblayage des galeries  et du "roulage à la cale", c'est-à-dire pour un transport par gravité au fond de la mine qui dispensait de l'emploi des chevaux.

### Source
- Jean-Marc Gardès, « Victor-Adrien Fumat, génie de l'Ardèche... », Envol, no 623, septembre-octobre 2012, p. 17